# VPS28
VPS28‏ (Vacuolar protein sorting 28 (Yeast), isoform CRA_a) هوَ بروتين يُشَفر بواسطة جين VPS28 في الإنسان.